# Stellbergsee
Der Stellbergsee, im Volksmund auch Mondsee genannt (wegen seiner Herkunft aus Brachland des Tagebergbaus und der ehemals entsprechenden Umgebung), ist ein 1,4 ha großer Tagebaurestsee in der nordhessischen Mittelgebirgslandschaft Söhre (auch Söhrewald genannt), also ein künstliches Stillgewässer, dessen Seebecken im Landkreis Kassel und Schwalm-Eder-Kreis durch Bergbau geschaffen wurde.

## Geographische Lage
Der Stellbergsee liegt in der bewaldeten Söhre an der Westgrenze des Geo-Naturparks Frau-Holle-Land (Werratal.Meißner.Kaufunger Wald) westsüdwestlich der Kuppe des Stellbergs (ca. 495 m ü. NN) auf 356 m Höhe. Rund zwei Drittel der Seefläche (östlicher Teil) erstrecken sich auf dem Gebiet der Gemeinde Söhrewald (Landkreis Kassel), der Rest gehört zur Gemeinde Guxhagen (Schwalm-Eder-Kreis). Wattenbach (zu Söhrewald) liegt etwa 2,5 km östlich und Wollrode (zu Guxhagen) 2,5 km (je Luftlinie) westlich. Während der See von Hangquellen des Stellbergs gespeist wird, entwässert ihn ein in Richtung Nordwesten fließender Bach, der nach wenigen Hundert Metern in den Schwarzenbach mündet.

## Geschichte
Als Ersatz für den auslaufenden Tiefbau am Stellberg war ab 1962 auf dem ehemaligen Abbaugebiet eines Stollens aus dem Jahr 1830 ein Tagebau eingerichtet worden. Der erste Abraum von 110.000 m³ kam an die Außenkippe und danach in die ausgekohlten Teile des Tagebaus. Die erste Kohle wurde am 6. März 1964 gefördert und in die Kraftwerke Kassel und Borken transportiert. Als am 30. November 1967 der Tagebau eingestellt wurde, waren am Stellberg 223.000 t Kohle erbracht.
Schon ein halbes Jahr später erlaubte das Bergamt dem Betreiber das zufließende Oberflächenwasser einschließlich einer Quellschüttung zu einem See – dem Stellbergsee – anzusammeln. Als die Grundstücke dem Land Hessen verkauft wurden, ging das Recht an das Land über, das seinerzeit vom Hessischen Forstamt Kaufungen vertreten wurde. Gegenwärtig gehört die Fläche zum Forstamt Melsungen.
Für die Unterhaltung des umliegenden Geländes ist der „Zweckverband Naturpark Meißner-Kaufunger Wald“ mit Sitz in Witzenhausen zuständig. Nach Plänen der damaligen Bundesbahn wurden die einst unansehnlichen Abraumhalden mit rekultivierungsfähigem Boden aus der Neubaustrecke Hannover–Würzburg modelliert, allerdings mit sehr viel mehr Boden als planfestgestellt, weswegen auf dem unsicheren Grund die Masse ins Rutschen geriet und etwa ein Drittel des Sees füllte.

## Freizeit und Verkehrsanbindung
Der Stellbergsee ist beliebtes Ausflugsziel und – obwohl die Wasserqualität nur als befriedigend gilt – wird er gern von Badegästen aufgesucht, die auf großen Liegewiesen Platz finden. Auch Angler und Modellbootbesitzer nutzen den See, der im Volksmund auch Mondsee genannt wird. Die Grillhütte, die in der Gemarkung Wollrode auf dem Grundstück des früheren Gasthauses Stellberg stand, wurde beseitigt. Sanitäre Anlagen und Badeaufsicht sind nicht vorhanden.
Knapp 100 m südwestlich vorbei am See führt im Abschnitt zwischen Wattenbach und Wollrode die Landesstraße 3460, an der in Seenähe ein mehr als 80 Pkw fassender Parkplatz liegt. Dort steht eine SOS-Notrufsäule (⊙). Etwas nördlich vorbei am See verläuft als Wanderweg der Märchenlandweg mit Anschluss an den nahen Wanderweg Wildbahn.

## Bilder

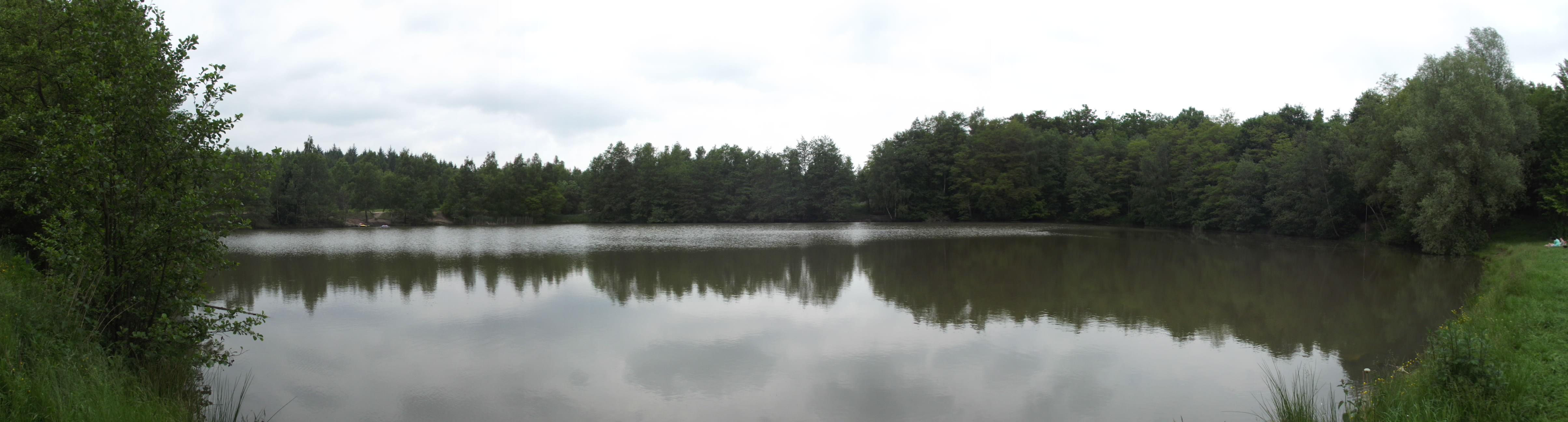
Panoramabild des Stellbergsees
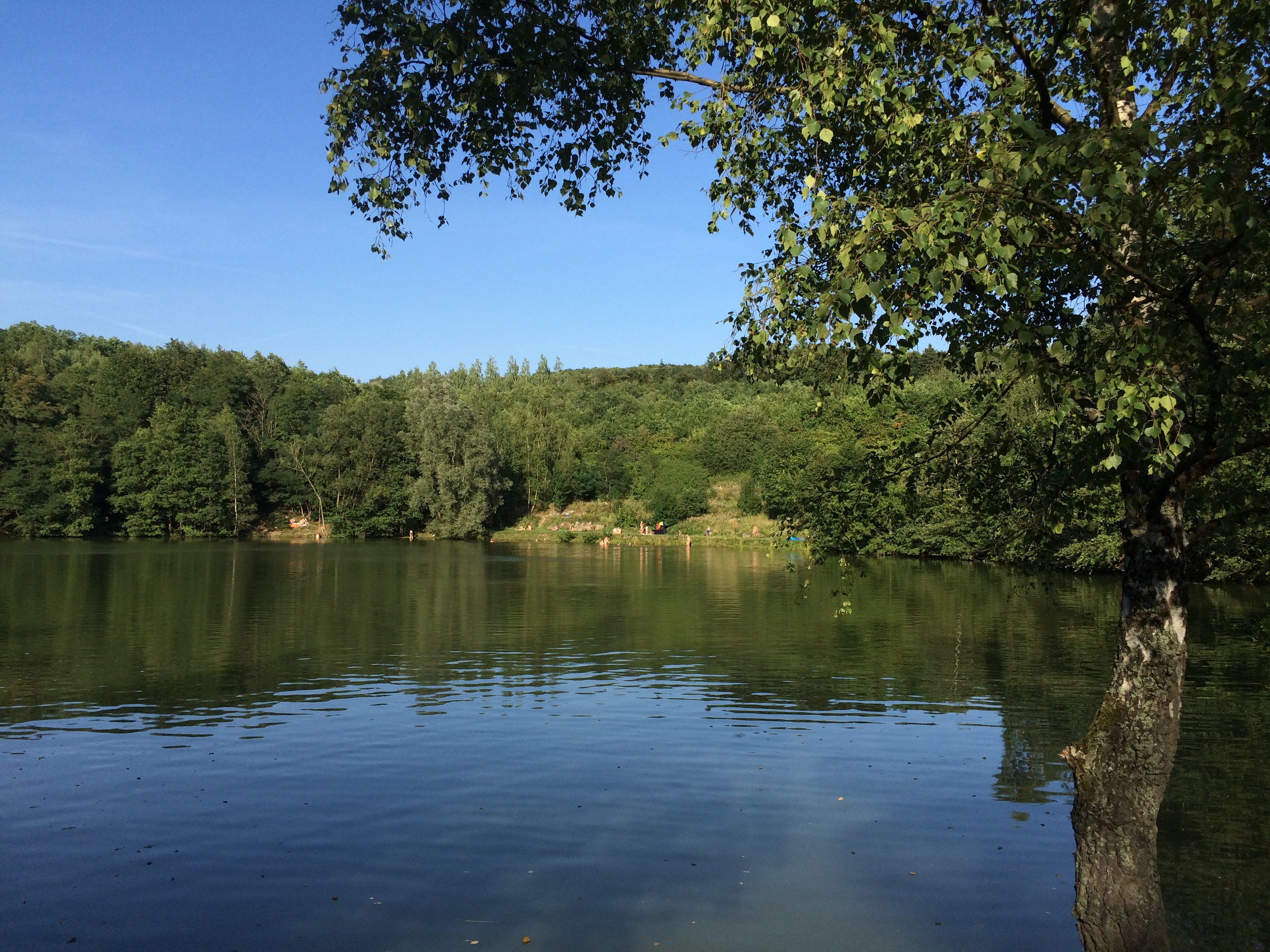
Stellbergsee
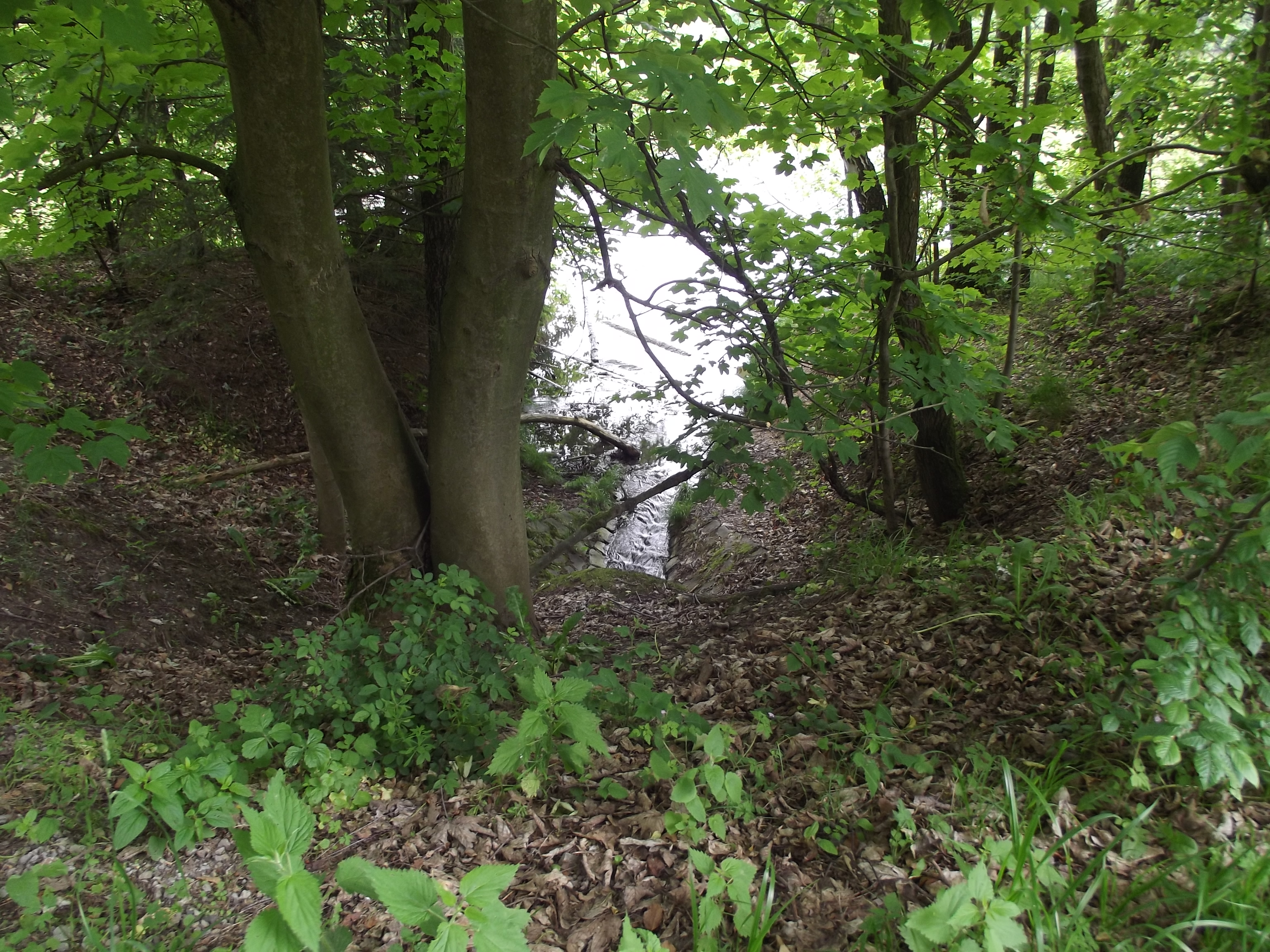
Abfluss in den Schwarzenbach